# Sukabares (Ciomas)
Sukabares is een bestuurslaag in het regentschap Serang van de provincie Banten, Indonesië. Sukabares telt 2670 inwoners (volkstelling 2010).